# Rue d'Oslo
La rue d'Oslo est une voie située dans le quartier des Grandes-Carrières du 18e arrondissement de Paris.

## Situation et accès
La rue d'Oslo est desservie par la ligne 13 à la station Guy Môquet.

## Origine du nom
Elle porte le nom de la capitale de la Norvège, Oslo.

## Historique
Cette voie est ouverte en 1892 sous la dénomination de « rue Christiana » nom porté par la ville d'Oslo, capitale de la province, puis du royaume de Norvège, de 1624 à 1925 (avec une faute d'orthographie - l'orthographie devrait être Christiania).
Elle prend sa dénomination actuelle en 1929 par un arrêté du 3 juillet 1929 et est classée dans la voirie parisienne par un arrêté du 12 décembre 1935.
Elle est une des rares rues de Paris portant le nom d'une capitale européenne et ne se trouvant pas dans le quartier de l'Europe.

## Bâtiments remarquables et lieux de mémoire
En 1956, les pompiers sont intervenus au 5 ou 7? de la rue. C'était une fuite importante d'essence. Un jeune pompier coupa le courant au compteur électrique dans le garage. Il s'ensuivit une violente explosion, puis l'écroulement de l'immeuble qui fit 8 victimes, le couple de concierge et 6 pompiers (dont 3 de la caserne de Montmartre).